# Busto de Khurshidbanu Natavan
El Busto de Khurshidbanu Natavan (en azerí: Xurşidbanu Natəvanın büstü) es un monumento creado en honor a la poetisa de Azerbaiyán del siglo XIX Khurshidbanu Natavan.

## Historia

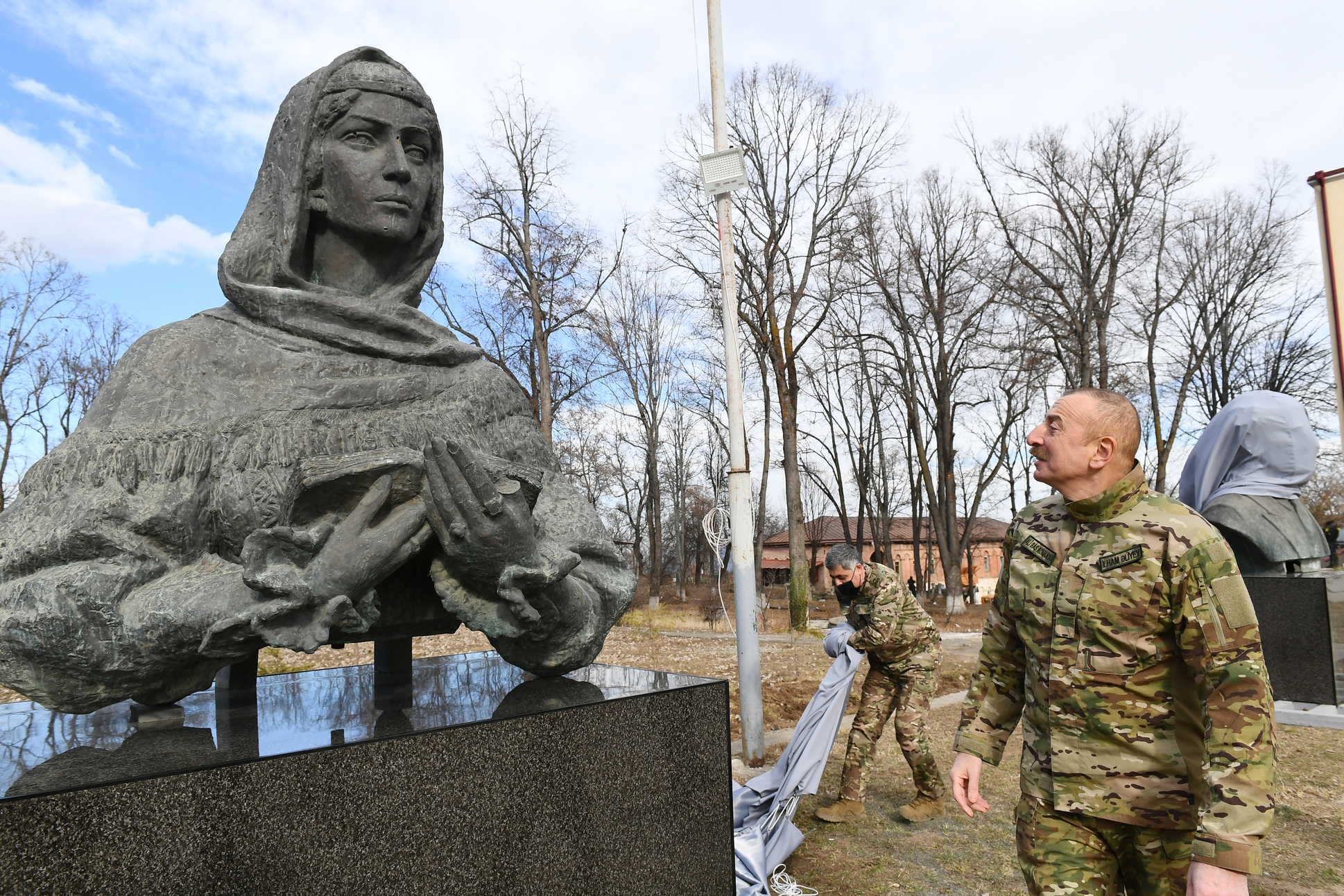
Busto de Khurshidbanu Natavan en la ciudad de Shusha

El busto de Khurshidbanu Natavan fue realizado en bronce en 1982 por la escultora Hayat Abdullayeva, y colocado en la ciudad de Shusha.
El 8 de mayo de 1992 la ciudad de Shusha fue ocupado por las fuerzas armenias. Durante 28 años de ocupación la ciudad fue destruida y saqueda. Las fuerzas armenias dañaron gravemente el busto. El busto fue trasladado ilegalmente a Armenia. Luego el busto fue comprado por las autoridades de Azerbaiyán en Tiflis y fue llevado a Bakú.  Después fue colocado en el patio del Museo Nacional de Arte de Azerbaiyán.
El 8 de noviembre de 2020 la ciudad de Shusha fue liberada por las fuerzas de Azerbaiyán. El 15 de enero de 2021, el presidente de Azerbaiyán, Ilham Aliyev, y la primera vicepresidenta Mehriban Aliyeva visitaron la ciudad de Shusha y el busto fue devuelto a la ciudad al día siguiente.